# Noctua ochrea
Noctua ochrea là một loài bướm đêm trong họ Noctuidae.